# Daniel Elfadli
Daniel Elfadli (* 6. April 1997 in Leonberg) ist ein libysch-deutscher Fußballspieler. Der defensive Mittelfeldspieler steht beim Hamburger SV unter Vertrag.

## Karriere

### Vereine
Elfadli begann das Fußballspielen in seiner Geburtsstadt bei der TSG Leonberg, in der F-Jugend und E-Jugend spielte er für den TSV Eltingen. Anschließend wechselte er zur SKV Rutesheim. Im Herbst 2016 debütierte der defensive Mittelfeldspieler für die erste Mannschaft des Vereins in der siebtklassigen Landesliga Württemberg. Am Ende der Saison 2016/17 stieg er mit Rutesheim in die Fußball-Verbandsliga Württemberg auf.
Im Sommer 2018 wechselte Elfadli von Rutesheim in die fünftklassige Oberliga Baden-Württemberg zum SSV Reutlingen und unterschrieb dort einen Zweijahresvertrag. Für Reutlingen kam er 47-mal in der Oberliga sowie siebenmal im WFV-Pokal zum Einsatz und erzielte dabei insgesamt vier Tore. Nach dem Auslaufen seines Vertrags wechselte er im Sommer 2020 zum Ligakonkurrenten FC Nöttingen. Im Juni 2021 unterschrieb er einen Einjahresvertrag beim Regionalligisten VfR Aalen. In der Saison 2021/22 lief er in 28 Ligaspielen für Aalen auf.
Zur Saison 2022/23 wechselte Elfadli zum deutschen Zweitligisten 1. FC Magdeburg. Sein Debüt in einer Profiliga gab er am 16. Juli 2022 im Alter von 25 Jahren bei einer 1:2-Niederlage gegen Fortuna Düsseldorf. Nach anfänglicher Rolle als Ergänzungs- und Einwechselspieler etablierte er sich im Laufe des Oktobers 2022 zum Stammspieler. Ende Januar 2023 verlängerte er seinen Vertrag beim FCM vorzeitig.
Zur Saison 2024/25 wechselte Elfadli innerhalb der 2. Bundesliga zum Hamburger SV.

### Nationalmannschaft
Im September 2022 wurde Elfadli für zwei Freundschaftsspiele gegen Uganda und Tansania erstmals in den Kader der libyschen Nationalmannschaft berufen und kam dabei in beiden Spielen zum Einsatz.

## Erfolge
- Aufstieg in die Bundesliga: 2025 (Hamburger SV)